# Schwerstbehinderung
Die Schwerstbehinderung ist die Bezeichnung für eine Beeinträchtigung des ganzen Menschen in allen seinen Lebensvollzügen aufgrund komplexer Beeinträchtigung sehr vieler Fähigkeiten dieses Menschen. Es sind in der Regel alle Erlebens- und Ausdrucksmöglichkeiten, also emotionale, kognitive, körperliche, soziale und kommunikative Fähigkeiten, betroffen.
Es handelt sich also nicht um eine einzige Beeinträchtigung (landläufig bekannt als Behinderung) wie geistige oder körperliche Beeinträchtigung, sondern um angehäufte Beeinträchtigungen. Das heißt, dass sich verschiedene Beeinträchtigungen gegenseitig bedingen, verstärken und/oder verursachen, was letztendlich zur Schwerstbehinderung führt. Es ist daher auch keine Zuordnung zu einem der gängigen Leitsymptome (wie z. B. geistige, körperliche oder unterschiedliche Sinnesbehinderungen) möglich, weil diese dem Charakter der Komplexität der Beeinträchtigung und Ganzheitlichkeit des Individuums nicht gerecht werden würde.

## Definition
Ursula Haupt und Andreas D. Fröhlich verstanden 1982 unter Schwerster Behinderung, im Gegensatz zu einer schweren Behinderung folgendes:
„Als schwerstbehindert werden körperbehinderte Kinder bezeichnet, die in allen Hauptbereichen der Entwicklung (psychomotorisch, emotional, kommunikativ, sozial, kognitiv) extreme Entwicklungsbeeinträchtigungen aufweisen. Es handelt sich um Kinder
- die sich – auch auf dem Boden – noch nicht allein fortbewegen können
- die ihre Hände noch nicht gezielt einsetzen können, um alleine zu essen, konstruktiv zu spielen, zu kritzeln, zu gestalten
- die noch nicht mit Lautsprache kommunizieren können
- deren Wahrnehmung noch auf den Nahraum beschränkt ist und denen noch keine Imitation von Gesehenem und Gehörtem möglich ist
- deren Reaktions- und Verarbeitungsmöglichkeiten sich allenfalls auf unmittelbar Erlebtes beziehen, denen aber auch einfachste Abstraktionen (z. B. Wiedererkennen von Gegenständen auf Bildern) noch nicht möglich sind
- die allenfalls auf Kontaktangebote erwachsener Bezugspersonen reagieren, die noch keine Beziehungen zu anderen Kindern aufnehmen können und daher immer wieder einzeln angesprochen werden müssen
- deren Bewegungsbeeinträchtigung so ausgeprägt ist, dass sie für alle alltäglichen Verrichtungen, für An- und Ausziehen, Körperpflege, Essen, Fortbewegung, Kommunikation, für die Befriedigung emotionaler und sozialer Bedürfnisse, für Anregung und Beschäftigung auf Erwachsenenhilfe angewiesen sind“ (Haupt und Fröhlich, 1982).

Hans-Jürgen Pitsch (2003) beschreibt kurz die Positionen Mannfred Thalhammers und des Kollegiums seiner früheren Schule, wie schwere und schwerste Behinderung unterschieden werden:
Pragmatische Übereinkunft des Kollegiums
| schwer:   | Wessen Verhalten durch verbale Hinweise aus der Distanz nicht zu steuern ist.        |
| schwerst: | Gezielte Bewegungen sind nur unter körperlicher Hilfestellung (z. B. Führen) möglich |

Thalhammer
| schwer:   | "ausdrucksfähige" Geistigbehinderte |
| schwerst: | "eindrucksfähige" Geistigbehinderte |

Otto Speck und Theodor Thesing/Michael Vogt fassen nach Hans-Jürgen Pitsch (2003) beide Formen zusammen.

## Ursachen
Zur Entstehung der sog. Schwerstbehinderung – was anlagemäßig bedingt (angeboren) sowohl auch in der prä-, peri- und postnatalen Zeit oder Schädigungen zu einem späteren Zeitpunkt (in jedem Alter, z. B. durch Unfälle) passieren kann – kann nur auf die bekannten Ursachen der verschiedenen Beeinträchtigungen, die im kumulativen Aspekt zur Schwerstbehinderung führen, verwiesen werden:
Ursachen können demnach chromosomaler, genetischer, neurologischer und/oder traumatischer Natur sein.

## Förderung
Menschen mit Schwerstbehinderung brauchen
- körperliche Nähe
  - um direkte Erfahrungen machen zu können,
  - um andere Menschen wahrzunehmen.
- andere Menschen
  - die ihnen die Umwelt auf einfachste Weise näherbringen,
  - die ihnen Fortbewegung und Lageveränderung ermöglichen,
  - die sie auch ohne Sprache verstehen und sie zuverlässig versorgen und pflegen.

Von solch einem defizitorientierten Definitionsansatz entwickelte sich die Sicht eines kompetenzorientierten Ansatzes. Man gelangt zur Darstellung ihrer Fähigkeiten:
- „Sie nehmen andere Menschen durch Haut- und Körperkontakt wahr.
- Sie können mit ihrem Körper unmittelbar Erfahrungen sammeln und bewerten.
- Sie erleben sich selbst, Menschen und Dinge in unmittelbarer emotionaler Betroffenheit.
- Sie benutzen ihre gesamte Körperlichkeit, um sich auszudrücken und mitzuteilen“ (Fröhlich, 1993).

Die Ursachen Schwerster Behinderung lassen sich nach dem Stand des heutigen medizinischen Wissens nicht genau festlegen.
„Vielmehr muss man sich an den allgemein bekannten Ursachen von Behinderungen orientieren. Damit ist die gesamte Breite von genetischen, chromosomalen, metabolischen, neurologischen und traumatischen Ursachen einzubeziehen. Dies gilt für die Pränatalzeit, Perinatalzeit und die nachgeburtliche Periode. Darüber hinaus können schädigende Ereignisse in jedem Lebensalter zu Formen schwerster Behinderung führen“ (Fröhlich, 1991). Es handelt sich dabei um eine Verkettung von mehreren Umständen und nicht nur um eine bestimmte entscheidende Ursache. Für Georg Feuser spielen neben den medizinischen Faktoren außerdem noch die gesellschaftlichen Einflüsse eine entscheidende Rolle. Er sieht zusammenfassend Schwerste Behinderung als Ausdruck der Aneignung von Welt innerhalb von Wechselprozessen zwischen den organischen Voraussetzungen des Individuums und den gesellschaftlichen Bedingungen (vgl. Feuser, 1979).
Die Förderung schwerstbehinderter Menschen baut auf besondere Bedürfnisse dieser auf:
- „sie brauchen viel körperliche Nähe, um direkte Erfahrungen machen zu können
- sie brauchen körperliche Nähe, um andere Menschen wahrnehmen zu können
- sie brauchen den Pädagogen/Therapeuten, der ihnen die Umwelt auf einfachste Weise nahe bringt
- sie brauchen den Pädagogen/Therapeuten, der ihnen Fortbewegung und Lageveränderung ermöglicht
- sie brauchen jemanden, der sie auch ohne Sprache versteht und sie zuverlässig versorgt und pflegt“ (Fröhlich, 1991).

Haupt sieht als eine Möglichkeit der Förderung folgendes:
„(...) entwicklungsanaloge Förderung geschieht in dem Bewusstsein, dass Analogie nicht Gleichheit ist. Schwerstbehinderte Schüler sind nicht Säuglinge, sind nicht Kleinkinder. Die Entwicklung schwerstbehinderter Kinder weist Analogien zur Entwicklung nichtbehinderter Kinder auf und andere Möglichkeiten, kreative Lösungen der Lebensenergie im vernetzten Organismus für Kommunikation, Interaktion und Lernen“ (Haupt, 1996).
Die Orientierung an basalen Bedürfnissen kann dabei durchaus in Verbindung mit dem Angebot von inhaltlichen, elementarisierten Lernzielen erfolgen, wie beispielsweise im Rahmen der Basalen Aktionsgeschichten nach Goudarzi, den "mehr Sinn"-Geschichten nach Fornefeld oder bei Angeboten des Basalen Theaters.